# Putere motrice
Putere motrice este un concept fizic folosit de Sadi Carnot în lucrarea sa din 1824 despre puterea motrice a focului. Corespunde conceptului denumit actual lucru mecanic. 

## Istoric
Istoricul acestui concept este legat de cel al mașinilor cu abur, primele dispozitive ce puteau genera mișcare. Emile Clapeyron s-a referit la conceptul lui Carnot ca la o acțiune mecanică.